# Sada (film)
Pour les articles homonymes, voir Sada.
Pour plus de détails, voir Fiche technique et Distribution.
Sada (SADA〜戯作・阿部定の生涯, Sada: Gesaku · Abe Sada no shōgai) est un film japonais réalisé par Nobuhiko Ōbayashi, sorti en 1998.

## Synopsis
Le film conte l'histoire de la geisha Sada Abe.

## Fiche technique
- Titre : Sada
- Titre original : SADA〜戯作・阿部定の生涯 (Sada: Gesaku · Abe Sada no shōgai?)
- Réalisation : Nobuhiko Ōbayashi
- Scénario : Yūko Nishizawa
- Musique : Sotaro Manabu
- Photographie : Noritaka Sakamoto
- Montage : Nobuhiko Ōbayashi
- Production : Kyōko Ōbayashi
- Société de production : PSC et Shōchiku
- Pays d'origine :  Japon
- Langue originale : japonais
- Genre : Biopic et drame
- Durée : 132 minutes
- Dates de sortie : 
  - Japon : 11 avril 1998[1]

## Distribution
- Hitomi Kuroki : Sada Abe
- Tsurutarō Kataoka : Tatsuzo Kikumoto
- Norihei Miki : Takuzo Abe
- Kippei Shiina : Masaru Okada
- Toshie Negishi : Yoshi Kikumoto
- Bengal : Sanosuke Tachibana
- Renji Ishibashi : Shinkichi
- Kyūsaku Shimada : Takiguchi

## Distinctions

### Récompense
Prix FIPRESCI lors de la Berlinale 1998

### Sélection
Le film a été présenté en sélection officielle en compétition lors de la Berlinale 1998.